# Johanna Neef
Johanna Helene Antonie Neef (* 27. März 1922 in Brunn bei Reichenbach im Vogtland; † 14. März 2001 in Greifswald) war eine deutsche Malerin.

## Leben und Werk
Johanna Neef beschäftigte sich schon als Heranwachsende intensiv mit Malen und Zeichnen, wobei sie vom Flöhaer Maler Hans Rudolph (1911–1975) unterstützt wurde. Sie nahm dann in Chemnitz und Dresden privaten Zeichenunterricht. Von 1949 bis 1953 studierte sie bei Erich Fraaß, Heinz Lohmar, Hans Christoph, Hajo Rose und Max Schwimmer an der Hochschule für Bildende Künste Dresden. Danach war sie kurzzeitig Dozentin für künstlerische Gestaltung an der Volkshochschule in Wittenberge. Von 1954 bis 1957 arbeitete sie als Kunsterzieherin und Messearbeiterin in Leipzig. Nach der Geburt ihrer Tochter Eva zog sie nach Greifswald, wo sie ab 1958 freiberuflich tätig war. Seit 1971 hatte sie ihr eigenes Atelier in der Nähe der Stadt.
Johanna Neef hatte in der DDR eine bedeutende Anzahl von Einzelausstellungen und Ausstellungsbeteiligungen, darunter eine Anzahl wichtiger zentrale Ausstellungen wie 1982/1983 in Dresden die IX. Kunstausstellung der DDR. 1986 wurde sie in das Ehrenbuch der Stadt Greifswald eingetragen.

## Mitgliedschaften
- 1954 bis 1990 Verband Bildender Künstler der DDR
- ab 1990 Künstlerbund Mecklenburg und Vorpommern e.V.

## Postume Ausstellung
- 2007: Wolgast, Kaffeemühle – Wolgast („Sonderausstellung Johanna Neef“ – Malerei und Grafik)[1]

- 2022: Greifswald, St. Spiritus Kulturzentrum („–vom Leben und vom Licht..“ – Malerei und Grafik)[2]